# Gebrüder Pospíšil

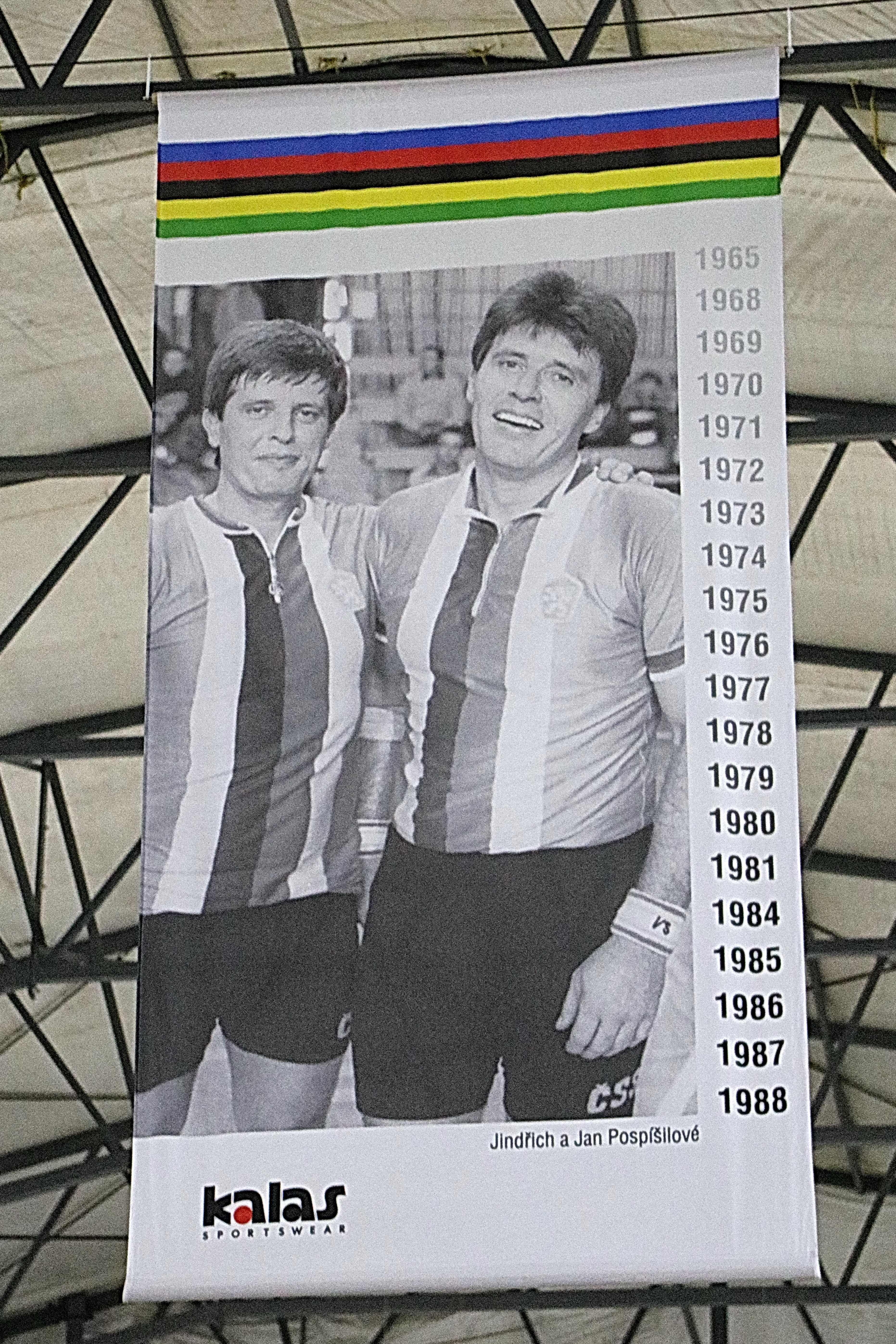
Gebrüder Pospíšil in Hall of Fame des tschechischen Radsports (Bild in Velodrom Praha-Motol)

Die tschechischen Brüder Jan (* 25. April 1945 in Brünn) und Jindřich Pospíšil (* 23. März 1942 in Brünn) waren 20 Mal Weltmeister im Radball.

## Werdegang
Die Brüder wurden schon zu Lebzeiten „Radsportlegenden“ und bekamen für diese Leistung einen Eintrag im Guinness-Buch der Rekorde.
Beide arbeiteten in der Maschinenfabrik Kralovopolska in Brno (Brünn) und spielten auch für den Sportklub dieser Fabrik Radball. Bevor sie ihre erste Goldmedaille gewannen, erreichte Jindřich eine Silber- und Bronzemedaille mit seinem Spielpartner Jaroslav Svoboda. Die beiden wurden 1960 erstmals ČSSR-Meister im Radball.
Bei ihrer ersten Weltmeisterschaft in Kopenhagen erreichten die Brüder 1964 die Silbermedaille. Die beiden wurden seit 1965 von Trainer Rudolf Harth betreut.
1965 in Prag streiften sich die Brüder dann zum ersten Mal das Regenbogentrikot des Weltmeisters über, ehe sie von 1968 bis 1981 vierzehnmal in Folge Weltmeister wurden. Erst das deutsche Brüderpaar Andreas und Thomas Steinmeier schaffte es, die Dominanz der Tschechen für zwei Jahre zu unterbrechen, ehe sie von 1984 bis 1988 erneut fünf Mal ganz oben auf dem Podest der Weltmeisterschaft stehen konnten. 1988 wurden sie mit 43 bzw. 46 Jahren zum letzten Mal Weltmeister. Jan, der jüngere und ruhigere der beiden, war als Tormann tätig.
1990 zogen sich die beiden aus dem aktiven Sport zurück.

## Sportliche Erfolge
- 20 × Radball-Weltmeister
1965, 1968–1981, 1984–1988
- 5 × Radball-Vize-Weltmeister
1962 (Jindřich Pospíšil mit Jaroslav Svoboda), 1964, 1967, 1982–1983

## Ehrungen
- 1968 bis 1970, 1972, 1975, 1979, 1987, 1988: Gewinner der jährlichen Umfrage zum Král cyklistiky (Radsportkönig) des Radsportverbandes Československý svaz cyklistiky[3]

- 1979: Gewinner der jährlichen Umfrage zum Sportler des Jahres in der Tschechoslowakei[4]

- seit 2014 (Gründungsjahr): in der Hall of Fame des tschechischen Radsports[5]